# 인왕교통
인왕교통(仁王交通)은 서울특별시의 마을버스 회사이고, 본사는 서울특별시 종로구 옥인6길 5 (누상동)에 위치해 있다.

## 연혁
- 1996년 2월 1일: 회사 설립

## 운행 노선
- ● 종로09번: 수성동계곡 ↔ 숭례문 (구 중로마을 45번)

## 보유 차량
뉴카운티, CRRC 중국중차 그린웨이 720으로 운행한다.